# Leonardo Martínez Bueno
Leonardo Martínez Bueno (Pajaroncillo, Castella-La Manxa, 29 de maig de 1915 - Madrid, 15 de febrer de 1977) fou un escultor castellà.
Va néixer a Pajaroncillo, província de Conca (Castella la Vella, Espanya), aprenent el modelatge del seu professor en Marco Pérez deixant la seva província per a fer estudis a l'Escola de Belles Arts de Madrid i posteriorment viatja a Valladolid i Sevilla per a fer escultura religiosa. Es desplaça a la capital catalana per aprofundir els seus estudis d'escultura figurativa on va ser també professor de l'Escola de Belles Arts de Barcelona i posteriorment de la de Sevilla. A causa de la seva inquietud formativa va anar a Anglaterra tenint contacte amb l'obra de Henry Moore, tornant a Conca per a realitzar diverses escultures d'imatgeria. Destaquen de la seva obra religiosa Sant Pere i Malco (1944), El Ressuscitat i Verge de l'Esperança (1951), La Lanzada (1954), i la seva última obra Jesús Caigut (1965).

## La seva obra
L'obra d'en Martínez Bueno és predominatment figurativa amb una marcada labor d'imatgeria. Va treballar la pedra, la fusta i la representació amb bronze.
Té obres civils exposades a Conca, a col·leccions privades de la Gran Bretanya, els Estats Units i religioses també a Castella - La Manxa.

## Premis i distincions[1]
- 1942 Medalla a l'Exposició de Belles Arts de Madrid
- 1943 Medalla a l'Exposició de Belles Arts de Madrid
- 1957 Medalla a l'Exposició de Belles Arts de Madrid
- 1956 Premi Nacional d'Escultura

## Medalla al seu honor
L'Associació Espanyola de Pintors i Escultors premia cada any amb la "Medalla Leonardo Martínez Bueno" a un escultor que s'hagi destacat o bé que hagi estat seleccionat pel jurat de l'Exposició del "Salón de Otoño" a tal distinció.